# Luis Eugenio Meléndez
Luis Egidio Meléndez o Luis Eugenio Meléndez (Nàpols, 1716 – Madrid, 1780) fou un pintor espanyol d'origen italià. Va fer quasi tota la seva carrera a Madrid i se'l considera un dels millors pintors de natures mortes del segle xviii. Malgrat la seva reputació, durant la seva vida va patir una gran misèria. El seu pare, Francisco Antonio Meléndez de Rivera Díaz, i Louis Michel van Loo (1707-1771) el van formar com a pintor; Meléndez fou assistent d'aquest segon entre 1742 i 1748. El futur rei Carles IV d'Espanya, aleshores encara príncep d'Astúries, li va encarregar una extensa sèrie de natures mortes, de les quals se'n conserven unes quantes desenes al Museu del Prado.
El seu estil a les natures mortes estava dotat d'austeritat i perfecció en la representació dels objectes; les textures dels materials mostraven una gran seguretat en el dibuix i molta minuciositat en els detalls. La composició senzilla i la llum, caracteritzada per un contrastat clarobscur, seguia la tradició de les natures mortes barroques de Francisco de Zurbarán i de Juan Sánchez Cotán; el fons d'aquestes pintures acostumava a ser buit, encara que algunes les va realitzar amb paisatges, en la línia de l'escola pictòrica napolitana.

## Biografia

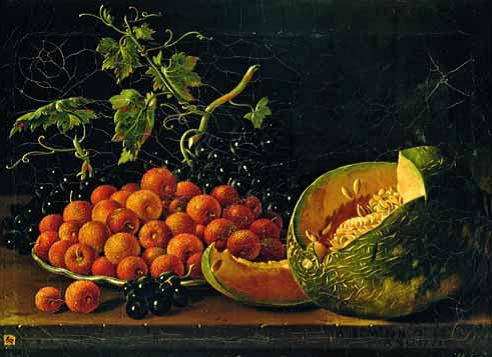
Natura morta de fruites (1771), conservada al palau dels Borbons a Sant Llorenç de l'Escorial

El pare de Meléndez, Francisco Antonio Meléndez, va ser un pintor miniaturista nascut a Oviedo que s'havia traslladat a Madrid amb el seu germà gran, el també pintor Miguel Jacinto Meléndez. Mentre que Miguel va romandre a Madrid i va aconseguir ser nomenat el 1712 pintor de cambra de Felip V, Francisco va viatjar a Itàlia el 1699 a la recerca d'una millor posició establint-se finalment a Nàpols, ciutat on es va allistar a la infanteria espanyola. Es va casar amb María Josefa Durazo y Santo Padre. Francisco Meléndez va romandre prop de vint anys a l'estranger, i va tornar a Madrid el 1717 junt amb la seva família, entre ells el seu fill Luis Eugenio, nascut a Nàpols el 1716.
Luis Eugenio Meléndez va rebre ensenyament artístic per part del seu pare i també al taller de Louis Michel van Loo, un francès que va arribar a ser pintor de cambra de Felip V d'Espanya. Entre 1737 i 1748, Meléndez va treballar com assistent de van Loo, dedicant-se a copiar els prototips d'aquest pintor dels retrats reials per al mercat intern i estranger. Quan la Reial Acadèmia de Belles Arts de San Fernando va ser inaugurada provisionalment com una «Junta Preparatoria de la Academia» el 1744, el seu pare, Francisco, va ser nomenat director honorari de pintura juntament amb Louis Michel van Loo, i Meléndez va ser un dels primers estudiants a ser admès. La Junta es va mostrar molt progressista, ja que no només va tolerar sinó que també va promocionar els gèneres de caràcter «menor», entre ells la natura morta. En aquest moment, Menéndez ja era un pintor consumat, tal com es demostra en el seu Autoretrat del Museu del Louvre, signat amb data de 1746 i en el qual, segons l'historiador Sánchez Cantón, es nota la influència del seu mestre Louis Michel van Loo. Tanmateix, el seu pare Francisco Antonio Meléndez va tenir una disputa amb l'Acadèmia, ja que reclamava per a si mateix l'honor de ser fundador; va ser rellevat del seu càrrec de professor. Luis Eugenio, a causa dels incidents relacionats amb l'expulsió del seu pare de la Junta de Preparació de la Reial Acadèmia de Belles Arts i un possible conflicte amb el seu mestre Van Loo pel mateix motiu, va allunyar-se de la institució acadèmica el 1748, d'on va ser expulsat.
A diferència del seu pare, la situació professional de Luis era precària. Jove, arrogant, sense el suport de l'Acadèmia i amb la seva reputació en dubte, va decidir anar-se'n a Itàlia per aconseguir noves oportunitats, on va romandre des de 1748 fins a 1752. Hi va realitzar algunes obres de pintura —actualment perdudes— per a Carles IV d'Espanya, que aleshores era rei de Nàpols.
El seu retorn a Madrid es va produir el 1753: Francisco Meléndez va convèncer el seu fill per a la seva tornada a Espanya, on podria col·laborar en l'elaboració de les noves pintures de miniatures, ja que un incendi de l'any 1734 a l'Alcázar de Madrid —actual Palau Reial de Madrid— havia destruït desenes de llibres de cor il·lustrats pertanyents a la capella reial, els quals s'estaven reconstruint.
A partir de 1759 i fins a 1774, Meléndez va crear quaranta-quatre natures mortes per al Museu d'Història Natural, que pertanyia al Príncep d'Astúries, posterior rei Carles IV d'Espanya. D'aquestes pintures, trenta-nou es troben en l'actualitat al Museu del Prado. En aquestes pintures hi va representar tota una sèrie de fruites i verdures produïdes a Espanya.
El 1760, Meléndez va presentar una petició per aconseguir el nomenament de pintor de cambra del rei Carles III, petició que, malgrat la qualitat de les seves obres, va ser rebutjada. Uns dotze anys més tard va tornar a intentar aconseguir la plaça, a la sol·licitud de la qual exposava en tercera persona, tot referint-se a les pintures realitzades de natures mortes per al Gabinet d'Història Natural:
| «                             | (castellà) (...) no siendo menor obra la que emprendió al óleo; una representación que consiste en las cuatro estaciones y, más propiamente, los cuatro elementos, a fin de componer un divertido Gabinete con toda especie de comestibles que el clima español produce en dichos cuatro elementos, de la que sólo tiene concluido lo perteneciente a los «Frutos de la Tierra». | (català) (...) no essent menor obra la que emprengué a l'oli; una representació que consisteix en les quatre estacions i, més pròpiament, els quatre elements, a efectes de compondre un divertit Gabinet, amb tota espècie de comestibles que el clima espanyol produeix en aquests quatre elements, de la qual només té conclòs el que pertany als «Fruits de la Terra». | » |
| — Luis Eugenio Meléndez, 1772 | | |   |

Meléndez havia pintat algunes obres religioses, entre elles una Sagrada Família per a l'aleshores princesa d'Astúries Maria Lluïsa de Borbó-Parma, però es va especialitzar en la natura morta, un gènere decoratiu que podia realitzar-se sense previ contracte i, per tant, era lucratiu per als artistes sense patrocini reial o sense el suport de l'Acadèmia. Encara que el seu desig d'assolir la plaça de pintor reial va fer que no comercialitzés les seves obres com ho feien d'altres pintors d'aquest gènere, la família reial i l'aristocràcia continuaven sense valorar aquest tema, a excepció dels que s'utilitzaven com a mostra científica en els gabinets de col·leccionisme d'història natural.
Malgrat el seu talent, Luis Meléndez va viure en la pobresa durant la major part de la seva vida; el 1772, en una carta al rei va declarar que només posseïa els seus pinzells i que no podia continuar amb la sèrie dels «quatre elements»: «per no tenir medis per continuar-la ni tan sols els precisos per alimentar-se...». Ignorat, quan va morir el 1780, la seva situació econòmica era d'indigència.

## Context històric
El context històric, pel que fa a la seva relació amb la pintura de Luis Meléndez al segle xviii, va tenir lloc amb l'arribada a la monarquia espanyola de la dinastia Borbònica amb Felip V com a rei, confirmat en acabar la Guerra de Successió Espanyola amb els Decrets de Nova Planta, el qual des del primer moment va tractar de fer ressorgir el panorama artístic hispànic, que en aquella època estava una mica en declivi després del gran moment del Segle d'or espanyol. En història de l'art, el període s'assimila al Renaixement espanyol i principis del barroc. Aquesta esplendor artística, especialment la segona part (o estrictament el segle XVII), coincideix amb el començament del declivi polític de l'Imperi Espanyol.
Sota el seu regnat van ser cridats a Madrid nombrosos artistes, especialment francesos: entre ells destaquen els que van ser anomenats pintors de cambra, Jean Ranc i Louis-Michel van Loo. Durant els regnats dels seus successors Ferran VI i Carles III van acudir per a aquest càrrec pintors italians com Jacopo Amigoni, Corrado Giaquinto, Giambattista Tiepolo i l'italianitzat Anton Raphael Mengs.
El projecte de l'ensenyament artístic que va començar amb Felip V l'any 1744 va tenir lloc definitivament sota el patrocini del rei Ferran VI amb la fundació, el 12 d'abril de 1752, de la Reial Acadèmia de les Tres Nobles Arts de San Fernando a Madrid.
Malgrat la centralització tant administrativa com cultural a la cort de Madrid, a Andalusia va continuar la tradició de la pintura local, especialment amb la influència deixada per Bartolomé Esteban Murillo; en terres valencianes, Josep Vergara fou el màxim representant del moviment de l'academicisme, juntament amb el seu germà Ignasi, va intervenir en la creació de l'Acadèmia de Belles Arts de Santa Bàrbara el 1752 que, sota la protecció de Carles III, l'any 1768 es convertí en l'actual Reial Acadèmia de Belles Arts de Sant Carles; i, finalment a Catalunya van destacar, entre d'altres, Antoni Viladomat, amb una obra molt extensa i digna, com les pintures actual conservades al Museu Nacional d'Art de Catalunya del cicle de la Vida de sant Francesc o les Quatre estacions.
Uns altres pintors que van destacar durant l'última època del segle xviii van ser els saragossans germans Bayeu. Francisco Bayeu es va desplaçar a Madrid cridat per Mengs i va aconseguir ser anomenat pintor de la cort el 1767 sota el regnat de Carles III. El seu germà Manuel Bayeu, que va professar com a monjo cartoixà el 1772, va realitzar obres pictòriques principalment a l'Aragó, però també per a les cartoixes d'Escaladei a Catalunya i a la de Valldemossa a Mallorca. Finalment, Ramon Bayeu va ser un dels principals realitzadors dels cartons pels tapissos de la Reial Fàbrica de Tapissos de santa Bàrbara.

## Estil

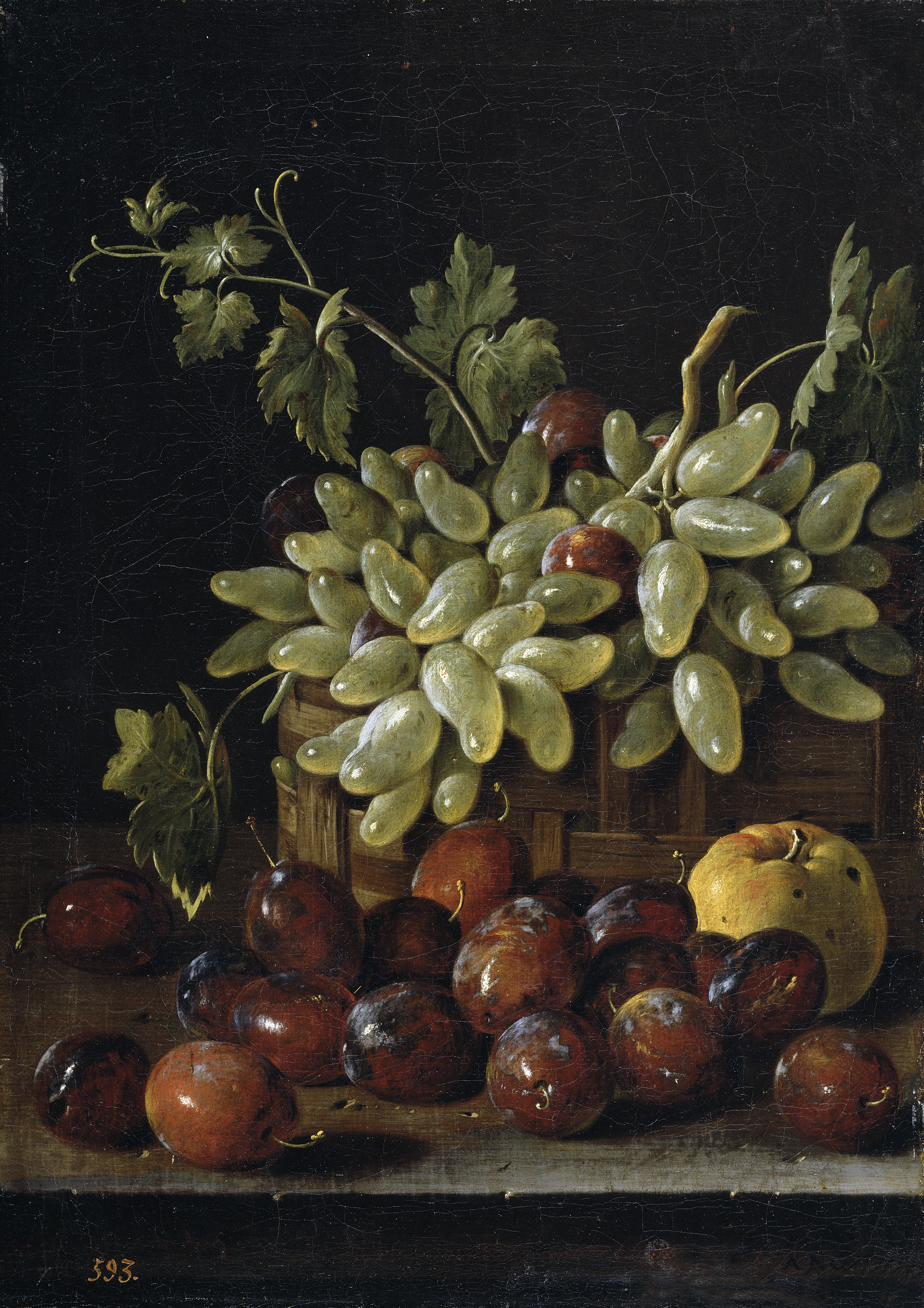
Fruiter amb prunes, raïms i pomes, pintura que presenta tres classes de fruita de les més representades per Meléndez

Les natures mortes pintades per Meléndez són normalment de mida petita i presenten l'austera tradició de la pintura de natura morta espanyola del segle XVII, iniciada pels mestres del Segle d'or Juan Sánchez Cotán i Francisco de Zurbarán. Igual que ells, Meléndez va estudiar els efectes de llum, la textura i el color de fruites i verdures, així com dels atuells de ceràmica, vidre i coure. A diferència dels mestres del segle xvii, el seu tema és presentat físicament més a la vora de l'espectador, en un punt de vista baix per a objectes col·locats damunt una taula, la qual cosa dona a les seves formes una monumentalitat en aquest gènere que pretén animar l'espectador a estudiar els objectes per si mateix. Els fons els matisava amb un color neutre, i deixava la il·luminació forta per ressaltar els contorns del volum dels objectes representats; aconseguia així els velluts de les fruites, la transparència als carrassos de raïm i els interiors brillants de la síndria. Tot s'unia amb tons terres o ocres.
Cada obra pictòrica de Meléndez va ser minuciosament composta: els objectes eren col·locats amb una unitat cercada amb un sentit reflexiu i realista. Els grans temes mai el van atreure, però sí les coses ordinàries i comunes de la vida quotidiana, que va observar de la natura i va estudiar amb gran interès. Se l'ha comparat i anomenat com el «Chardin espanyol», mentre que altres el creuen més proper a Zurbarán, segurament per la sensació del sentiment popular que transmeten les seves pintures. Aquest costumisme és precisament el que l'allunya de la qualificació sobre la seva semblança amb Chardin, sobre el que Sterling opina: 
| « | (castellà) La comparación con Chardin se detiene en esta posición enfrente del modelo. El tratamiento plástico y, por lo tanto, el espíritu, difieren profundamente. Sin que introduzca la figura en sus composiciones, Chardin hace sentir que los objetos que pinta están vistos de acuerdo con el hombre. En Menéndez el objeto está visto por sí mismo. Inundado por una luz tórrida, reproducido con una intensidad inaudita; y una especie de cruel objetividad impone su presencia física y la riqueza de su materia. | (català) La comparació amb Chardin s'atura en aquesta posició enfront del model. El tractament plàstic i, per tant, l'esperit, difereixen profundament. Sense que introdueixi la figura en les seves composicions, Chardin fa sentir que els objectes que pinta són vists d'acord amb l'home. Amb Menéndez, l'objecte està vist per si mateix. Inundat per una llum tòrrida, reproduït amb una intensitat inaudita; i una espècie de cruel objectivitat imposa la seva presència física i la riquesa de la seva matèria. | » |
| — Charles Sterling a la seva obra La Nature morte de l'Antiquité à nos jours, París, Pierre Tisné, 1952 | | |   |

## Obres

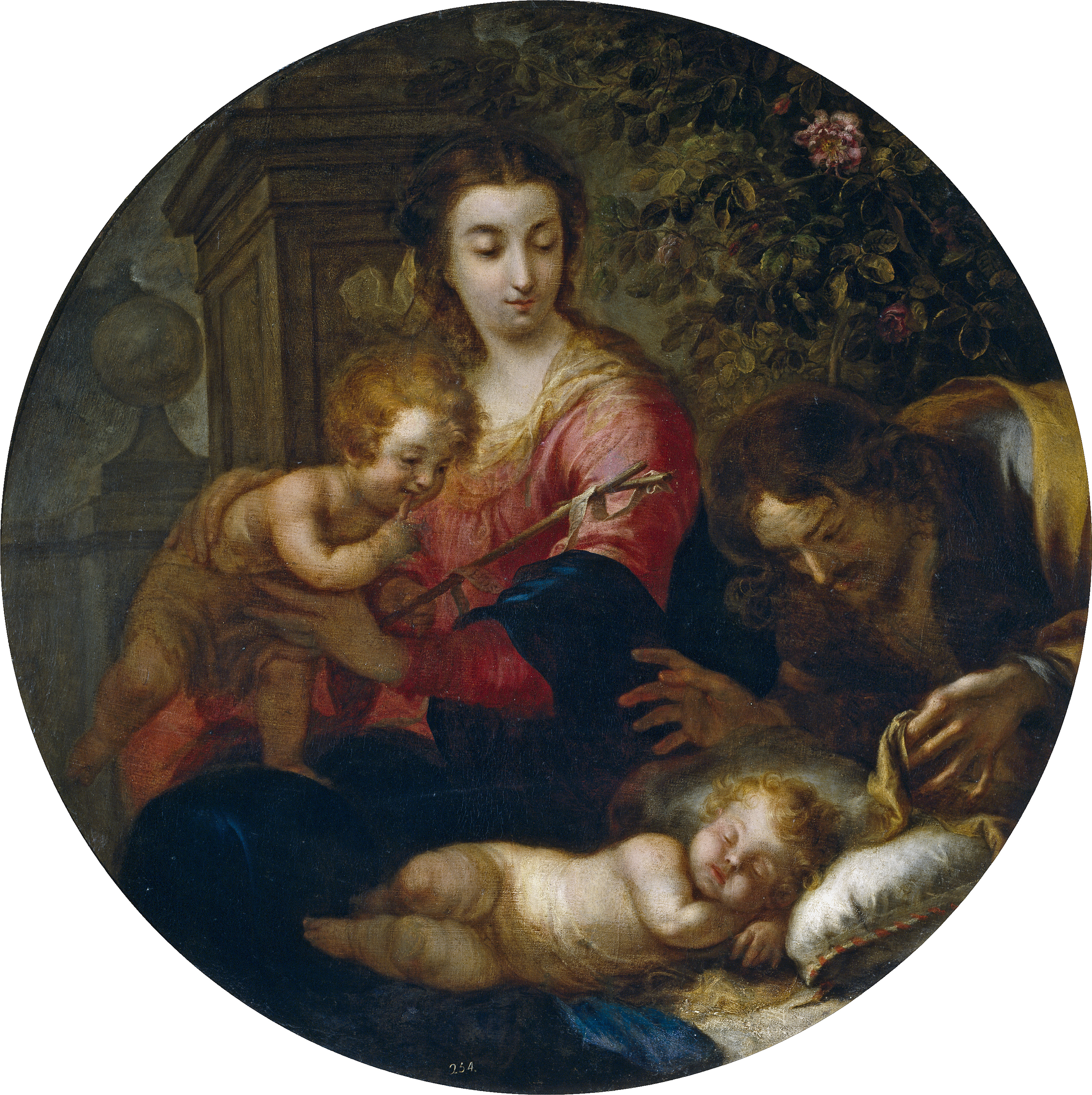
Sagrada Familia, pintura realitzada per a Maria Lluïsa de Borbó-Parma, conservada al Museu del Prado

Pel que fa a les obres de Meléndez, es tenen localitzats el dibuix Estudi de cap femení, conservat a la Galleria degli Uffizi de Florència, i un magnífic Autoretrat de l'any 1746 que pertany al Museu del Louvre. Es coneixen dues obres seves de tema religiós: ambdues pertanyen al Museu del Prado, una Sagrada Família i una Mare de Dèu amb Infant; aquesta última es troba cedida en dipòsit a la Casa Museu de Colom de Las Palmas de Gran Canària. Les seves natures mortes van ser creades quasi totes entorn de la dècada del 1770, especialment per formar part de la col·lecció de Carles IV d'Espanya, llavors príncep d'Astúries, que tenia una gran inclinació cap a la història natural. Segons va dir el mateix Meléndez, aquesta sèrie de pintures van ser realitzades amb l'objectiu de servir com a documentació sobre les diferents fruites i verdures pròpies d'Espanya. Aquestes obres, una vegada realitzades, van passar a decorar molt aviat diferents sales de la Casita del Príncipe a l'Escorial; més tard, cap a 1785 passaren al pavelló gran de l'embarcador del Jardín del Príncipe a Aranjuez, prop de 1795 al Palau d'Aranjuez i, finalment, el 1819 arribaren al Museu del Prado. El Museu Nacional d'Art de Catalunya és propietari de quatre natures mortes d'aquest autor. També hi ha obres representatives en col·leccions particulars i en altres museus com el Museu de Belles Arts de Bilbao, el Museu Cerralbo, el Museu Nacional Colegio de San Gregorio de Valladolid, la National Gallery de Londres, la National Gallery of Art de Washington o el Museu d'art Kimbell.

### Obres al Museu del Prado

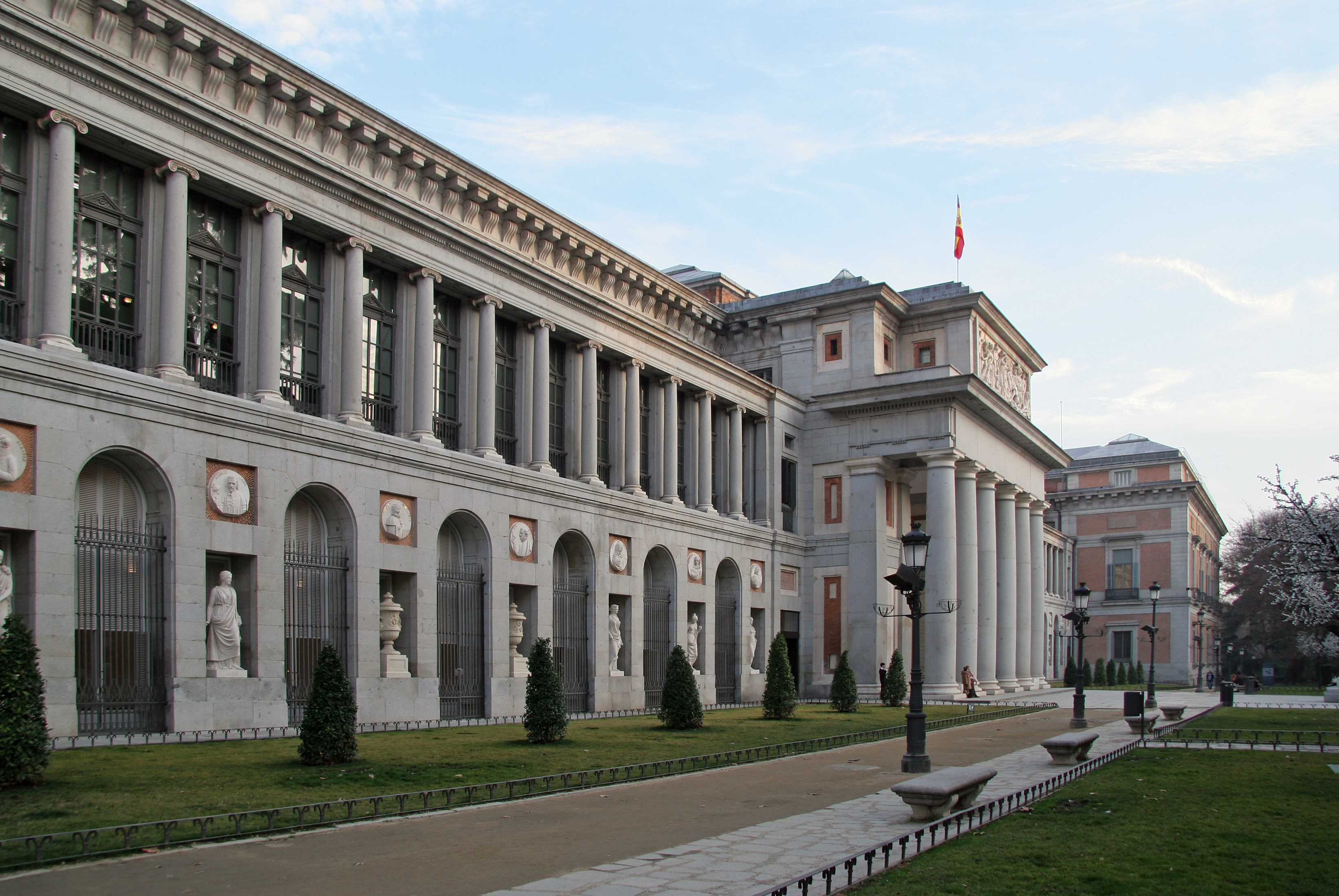
El Museu del Prado exposa la col·lecció més gran d'obres de Meléndez.

Moltes de les pintures d'aquest autor que havien pertangut a la col·lecció reial van passar a ser exposades al Museu del Prado des de la seva obertura el 1819, procedents del Palau Reial d'Aranjuez. Van ser repartides en les tres sales seleccionades per exposar pintura espanyola i, fins i tot, va haver-hi col·locades dues natures mortes de Meléndez a cada costat de Las Meninas de Velázquez, juntament amb dues obres de Pedro de Orrente i unes altres dues de Mariano Salvador Maella, segurament per emmarcar verticalment el gran quadre de Las Meninas.
Les pintures de Meléndez, juntament amb d'altres, van ser traslladades i mogudes de sales en diferents anys per qüestió d'exposició museística, encara que sovint van ser col·locades «segons els interessos decoratius». Als viatgers i especialistes en art que descrivien el Museu del Prado no els acostumaven a cridar gaire l'atenció les natures mortes de Meléndez, i els feien poques o cap al·lusió; Clement de Ris, a la seva obra Le Museé Royal de Madrid de 1859, descriu que hi ha «un gran nombre de quadres de fruites de Menéndez (1682-1744), que recorden el colorit vigorós de Michel-Ange Cerquozzi». André Lavice, el 1864, anomena alguns autors de natures mortes del Prado, i de Meléndez opina i critica «la il·luminació que realitza el pintor». El catàleg de 1872 de Pedro de Madrazo valora les natures mortes exposades, i a la part de la biografia dedicada a Meléndez afirma que «rivalitza amb els holandesos i flamencs del millor temps». L'historiador Manuel Bartolomé Cossío, a la seva obra Aproximación a la pintura española de 1884, no esmenta Meléndez. A començaments del segle XX hi va haver una gran redistribució d'obres dintre del museu: es van crear sales especials per a diversos pintors, entre elles una sala per a les natures mortes de Meléndez. Com que la sala era molt petita semblava que les parets estiguessin entapissades de pintures. L'escriptor Azorín, davant els nombrosos canvis que es feien gairebé constantment al Museu, va escriure un article en to satíric sobre el seu director, en el qual comentava:
| «                                                                                     | (castellà) Mañana tenemos otro traslado. De los cuadros de Goya que habíamos bajado a la sala de la planta baja, subiremos unos cuantos aquí; los bodegones de Meléndez, que están aquí, en el salón largo, los pondremos todos en una sala pequeñita (...) ¿Será el último traslado? No lo sé, no lo sé; es posible que la semana entrante volvamos a llevar los cuadros de Goya a la sala de abajo y pongamos otra vez los bodegones de Meléndez donde estaban antes. | (català) Demà tenim un altre trasllat. Dels quadres de Goya que havíem baixat a la sala de la planta baixa, en pujarem aquí uns quants; els bodegons de Meléndez, que són aquí, al saló llarg, els posarem tots en una sala petiteta (...) Serà l'últim trasllat? No ho sé, no ho sé; és posible que la semana entrant tornem a portar els quadres de Goya a la sala de baix i posem un altre cop els bodegons de Meléndez on eren abans. | » |
| — Azorín a En el Museo. Las fantasías del señor Villegas, al seu Tiempo y cosas, 1970 | | |   |

Els canvis es van anar succeint, com els organitzats pel nou director Aureliano de Beruete el 1918, quan les pintures de Meléndez van ser mesclades novament al costat amb les d'altres autors i en fou reduït el seu nombre exposat a vint-i-cinc. L'any 1935 es va inaugurar l'exposició Floreros y bodegones en la pintura española, amb Julio Cavestany com a comissari i autor d'un extens catàleg editat el 1940, fet de gran importància per la pintura d'aquest gènere; en ella també hi van participar algunes obres de Luis Meléndez. El crític català Josep Maria Junoy i Muns va assenyalar la «indecorosa col·locació de la sèrie de Meléndez al Museu del Prado». A començaments del segle XXI les pintures de Luis Eugenio Meléndez al Prado formen part de la col·lecció denonimada «Goya i la pintura del segle XVIII». Quasi totes les obres es troben exposades a la sala 87.

### Galeria del Museu del Prado
| Imatge | Dades | Dades | Imatge | Dades                                                                            | Dades                                                                            |
| --- | --- | --- | --- | -------------------------------------------------------------------------------- | -------------------------------------------------------------------------------- |
| | Natura morta amb tall de salmó, una llimona i tres atuells | Natura morta amb tall de salmó, una llimona i tres atuells | | Natura morta amb besucs, taronges, all, condiments i diversos utensilis de cuina | Natura morta amb besucs, taronges, all, condiments i diversos utensilis de cuina |
| 1772 | oli sobre tela 42 x 62 cm | 1772 | oli sobre tela 42 x 62 cm |                                                                                  |                                                                                  |
| Museu del Prado. Registre P902 | Museu del Prado. Registre P902 | Museu del Prado. Registre P903 | Museu del Prado. Registre P903 |                                                                                  |                                                                                  |
| Signat. La simplicitat i poca quantitat d'elements emprats que han estat tractats amb un gran virtuosisme fan que la mirada de l'espectador es dirigeixi ràpidament al color més accentuat de la rodanxa del salmó fresc col·locat a la part central contra un conjunt d'atuells, dos de coure i un de terrissa, separat d'aquest grup; en primer terme es troba una llimona. | Signat. La simplicitat i poca quantitat d'elements emprats que han estat tractats amb un gran virtuosisme fan que la mirada de l'espectador es dirigeixi ràpidament al color més accentuat de la rodanxa del salmó fresc col·locat a la part central contra un conjunt d'atuells, dos de coure i un de terrissa, separat d'aquest grup; en primer terme es troba una llimona. | Signat i datat: «Ls. Mz. Do. 1772». Els elements principals d'aquesta pintura són la parella de besucs centrats i en primer pla; a la dreta es troben sobre un drap de cuina dues taronges i col·locats, i en el terme posterior una sèrie d'objectes utilitaris: una paella amb mànec, un gibrell de terra cuita, un morter metàl·lic i un setrill. La definició dels volums l'aconsegueix a part de l'estudiat dibuix dels seus contorns, amb els tocs encertats de la llum.                       | Signat i datat: «Ls. Mz. Do. 1772». Els elements principals d'aquesta pintura són la parella de besucs centrats i en primer pla; a la dreta es troben sobre un drap de cuina dues taronges i col·locats, i en el terme posterior una sèrie d'objectes utilitaris: una paella amb mànec, un gibrell de terra cuita, un morter metàl·lic i un setrill. La definició dels volums l'aconsegueix a part de l'estudiat dibuix dels seus contorns, amb els tocs encertats de la llum.                       |                                                                                  |                                                                                  |
| | Fruiter amb raïm blanc i negre | Fruiter amb raïm blanc i negre | | Fruiter amb prunes en un plat, figues i una rosca de pa                          | Fruiter amb prunes en un plat, figues i una rosca de pa                          |
| 1771 | oli sobre tela 42 x 62 cm | Tercer quart del segle XVIII | oli sobre tela 41 x 62 cm |                                                                                  |                                                                                  |
| Museu del Prado. Registre P904 | Museu del Prado. Registre P904 | Museu del Prado. Registre P905 | Museu del Prado. Registre P905 |                                                                                  |                                                                                  |
| Signat. En aquesta pintura Meléndez mostra una única classe de fruita, en la seva varietat de blanc i negre, barrejats i posats damunt d'una safata de plata. Alguns dels grans del raïm es troben solts per damunt de la taula. L'únic adorn que es permet és la inclusió d'uns pàmpols, i la seva signatura s'aprecia al caire dret de la taula. | Signat. En aquesta pintura Meléndez mostra una única classe de fruita, en la seva varietat de blanc i negre, barrejats i posats damunt d'una safata de plata. Alguns dels grans del raïm es troben solts per damunt de la taula. L'únic adorn que es permet és la inclusió d'uns pàmpols, i la seva signatura s'aprecia al caire dret de la taula. | Signat. Al costat d'un plat ple de prunes, possiblement de disseny popular de Talavera de la Reina, es troba una rosca de pa sobre un tovalló blanc que és el que fa llum en aquesta pintura extremament fosca. A l'altre costat del quadre, per equilibrar la composició, es troben tres figues negres, i el fons de la pintura se soluciona amb unes prunes encara en les branques. | Signat. Al costat d'un plat ple de prunes, possiblement de disseny popular de Talavera de la Reina, es troba una rosca de pa sobre un tovalló blanc que és el que fa llum en aquesta pintura extremament fosca. A l'altre costat del quadre, per equilibrar la composició, es troben tres figues negres, i el fons de la pintura se soluciona amb unes prunes encara en les branques. |                                                                                  |                                                                                  |
| | Natura morta amb caixa de gelea, rosca de pa, refredador amb ampolla, sotacopa de plata i vas | Natura morta amb caixa de gelea, rosca de pa, refredador amb ampolla, sotacopa de plata i vas | | Natura morta amb peixos, cebes tendres, pa i objectes diversos                   | Natura morta amb peixos, cebes tendres, pa i objectes diversos                   |
| 1770 | oli sobre tela 49 x 37 cm | Tercer quart del segle XVIII | oli sobre tela 50 x 37 cm |                                                                                  |                                                                                  |
| Museu del Prado. Registre P906 | Museu del Prado. Registre P906 | Museu del Prado. Registre P907 | Museu del Prado. Registre P907 |                                                                                  |                                                                                  |
| Signat i datat. La caixa de gelea del primer terme reflecteix com un mirall la rosca de pa que és sobre un tovalló blanc; aquesta caixa està col·locada sobre un safata de plata que té la mateixa motllura que la sota copa que sosté un got de vidre. La composició en diagonal es completa amb el refredador de suro del qual sobresurt l'ampolla de vidre, que disposa d'un tap també de suro amb un cordill realitzat amb gran realisme.                                                                                          | Signat i datat. La caixa de gelea del primer terme reflecteix com un mirall la rosca de pa que és sobre un tovalló blanc; aquesta caixa està col·locada sobre un safata de plata que té la mateixa motllura que la sota copa que sosté un got de vidre. La composició en diagonal es completa amb el refredador de suro del qual sobresurt l'ampolla de vidre, que disposa d'un tap també de suro amb un cordill realitzat amb gran realisme.                                                                                          | Està compost en tres termes. El fons ressalta amb una cistella de vímet junt amb un setrill de metall, al costat de la qual es troben una palangana d'argila i una garraf. El segon pla l'ocupa una gerra de terrissa tapada –cosa habitual en aquest pintor– amb un tros d'un plat de ceràmica i al seu costat un pa rodó. Finalment, en primer terme hi ha uns arengs fumats i unes cebes tendres.                                                                                                 | Està compost en tres termes. El fons ressalta amb una cistella de vímet junt amb un setrill de metall, al costat de la qual es troben una palangana d'argila i una garraf. El segon pla l'ocupa una gerra de terrissa tapada –cosa habitual en aquest pintor– amb un tros d'un plat de ceràmica i al seu costat un pa rodó. Finalment, en primer terme hi ha uns arengs fumats i unes cebes tendres.                                                                                                 |                                                                                  |                                                                                  |
| | Natura morta amb dues perdius, cebes, alls i atuells | Natura morta amb dues perdius, cebes, alls i atuells | | Natura morta amb plat d'atzeroles, formatge i recipients                         | Natura morta amb plat d'atzeroles, formatge i recipients                         |
| Tercer quart del segle XVIII | oli sobre tela cm | 1771 | oli sobre tela 41 x 62 cm |                                                                                  |                                                                                  |
| Museu del Prado. Registre P908 | Museu del Prado. Registre P908 | Museu del Prado. Registre P909 | Museu del Prado. Registre P909 |                                                                                  |                                                                                  |
| Signat «L.s M.z». El tema de la caça no va ser gaire habitual en Meléndez; en aquesta obra presenta dues perdius en primer terme realitzades amb un gran verisme i colorit i, al seu costat, els condiments dels alls i les cebes i a manera de trompe-l'oeil dos petits paquets de paper al caire de la taula. La part de darrere està solucionada amb objectes de terrissa i uns plats de ceràmica decorada. | Signat «L.s M.z». El tema de la caça no va ser gaire habitual en Meléndez; en aquesta obra presenta dues perdius en primer terme realitzades amb un gran verisme i colorit i, al seu costat, els condiments dels alls i les cebes i a manera de trompe-l'oeil dos petits paquets de paper al caire de la taula. La part de darrere està solucionada amb objectes de terrissa i uns plats de ceràmica decorada. | Signat. Aquesta natura morta la presenta l'autor dintre d'una composició geomètrica rectangular, amb un ordre de plans que es van succeint sense trencar la unitat de tot el conjunt. El motiu principal és el plat d'atzeroles i el gran formatge que es troba al seu costat. Els objectes són els característics i habituals que empra el pintor. | Signat. Aquesta natura morta la presenta l'autor dintre d'una composició geomètrica rectangular, amb un ordre de plans que es van succeint sense trencar la unitat de tot el conjunt. El motiu principal és el plat d'atzeroles i el gran formatge que es troba al seu costat. Els objectes són els característics i habituals que empra el pintor. |                                                                                  |                                                                                  |
| | Natura morta amb taronges, síndries i capses de dolços | Natura morta amb taronges, síndries i capses de dolços | | Natura morta amb cireres, prunes, formatge i gerra                               | Natura morta amb cireres, prunes, formatge i gerra                               |
| c.1760 | oli sobre tela 48,3 x 34,5 cm | c.1760 | oli sobre tela 35 x 47 cm |                                                                                  |                                                                                  |
| Museu del Prado. Registre P910 | Museu del Prado. Registre P910 | Museu del Prado. Registre P911 | Museu del Prado. Registre P911 |                                                                                  |                                                                                  |
| Signat «L.M.». Està realitzada en format vertical, i s'hi representen set taronges i dues síndries amb formes rotundes que aconsegueixen un efecte plàstic amb una sensació de plenitud i harmonia que complementen el pot central i les capses de dolços col·locades en parella a tots dos costats. En la capsa de la dreta de la pintura s'observa la signatura de l'autor. | Signat «L.M.». Està realitzada en format vertical, i s'hi representen set taronges i dues síndries amb formes rotundes que aconsegueixen un efecte plàstic amb una sensació de plenitud i harmonia que complementen el pot central i les capses de dolços col·locades en parella a tots dos costats. En la capsa de la dreta de la pintura s'observa la signatura de l'autor. | Signat. Potser és una de les natures mortes més acolorides i lluminoses de Meléndez, tot i que la seva composició consta de pocs elements: un plat de ceràmica que conté les cireres vermelles amb un grup de prunes al seu costat dret i, com a fons, un tros de formatge i una gerra de ceràmica de nansa trenada i decorada amb flors. | Signat. Potser és una de les natures mortes més acolorides i lluminoses de Meléndez, tot i que la seva composició consta de pocs elements: un plat de ceràmica que conté les cireres vermelles amb un grup de prunes al seu costat dret i, com a fons, un tros de formatge i una gerra de ceràmica de nansa trenada i decorada amb flors. |                                                                                  |                                                                                  |
| | Natura morta amb peretes, pa, gerra, flascó i carmanyola | Natura morta amb peretes, pa, gerra, flascó i carmanyola | | Natura morta amb llimones dolces, taronges, atzeroles i síndria                  | Natura morta amb llimones dolces, taronges, atzeroles i síndria                  |
| 1760 | oli sobre tela 47,8 x 34,6 cm | 1760 | oli sobre tela 47 x 33 cm |                                                                                  |                                                                                  |
| Museu del Prado. Registre P912 | Museu del Prado. Registre P912 | Museu del Prado. Registre P913 | Museu del Prado. Registre P913 |                                                                                  |                                                                                  |
| Signat i datat «L. M. D. AÑO 1760» a la part dreta de taula. Fet en sentit vertical, presenta un grup de peretes de Sant Joan al costat de les quals hi ha un pa i una gerra de ceràmica blanca de dues nanses decorada amb incisions, d'un tipus andalús denominada de «quatre pics» per l'ondulació de la seva boc. Al costat del fons de la pintura es copsen una ampolla de vidre i un atuell de metall. | Signat i datat «L. M. D. AÑO 1760» a la part dreta de taula. Fet en sentit vertical, presenta un grup de peretes de Sant Joan al costat de les quals hi ha un pa i una gerra de ceràmica blanca de dues nanses decorada amb incisions, d'un tipus andalús denominada de «quatre pics» per l'ondulació de la seva boc. Al costat del fons de la pintura es copsen una ampolla de vidre i un atuell de metall. | Signat. Aquesta pintura presenta un format vertical i una varietat de fruites d'aspecte rodó que té un paper important en la construcció geomètrica de la seva composició: la gran síndria marca completament el centre de l'obra. L'únic objecte apreciable al fons és el refrescador de begudes, emprat a moltes altres natures mortes de Meléndez. | Signat. Aquesta pintura presenta un format vertical i una varietat de fruites d'aspecte rodó que té un paper important en la construcció geomètrica de la seva composició: la gran síndria marca completament el centre de l'obra. L'únic objecte apreciable al fons és el refrescador de begudes, emprat a moltes altres natures mortes de Meléndez. |                                                                                  |                                                                                  |
| | Natura morta amb ostres, alls, ous i gerra | Natura morta amb ostres, alls, ous i gerra | | Natura morta amb peres, meló, plats i barril                                     | Natura morta amb peres, meló, plats i barril                                     |
| 1772 | oli sobre tela 41 x 62 cm | 1764 | oli sobre tela 48 x 35 cm |                                                                                  |                                                                                  |
| Museu del Prado. Registre P918 | Museu del Prado. Registre P918 | Museu del Prado. Registre P919 | Museu del Prado. Registre P919 |                                                                                  |                                                                                  |
| Signat. Correspon a una etapa avançada en la producció del pintor. Mostra en aquesta composició un gran mestratge, les ostres que presenta en un primer pla s'enllacen amb la resta col·locades a l'últim pla. Cap al costat dret destaca el blanc d'un plat de ceràmica i els ous que té col·locats, mentre que en el costat contrari es pot copsar un perol de coure i al fons, gairebé confós amb el color fosc, surt una gerra coberta amb un tros de ceràmica trencada, objecte que l'autor va aplicar a diverses natures mortes. | Signat. Correspon a una etapa avançada en la producció del pintor. Mostra en aquesta composició un gran mestratge, les ostres que presenta en un primer pla s'enllacen amb la resta col·locades a l'últim pla. Cap al costat dret destaca el blanc d'un plat de ceràmica i els ous que té col·locats, mentre que en el costat contrari es pot copsar un perol de coure i al fons, gairebé confós amb el color fosc, surt una gerra coberta amb un tros de ceràmica trencada, objecte que l'autor va aplicar a diverses natures mortes. | Signat. El punt de vista baix dona a aquesta pintura un realç extraordinari als fruits: peres en primer terme recolzades sobre un gran meló, lligat amb cordill per ser penjat al rebost per a la seva conservació, uns plats de ceràmica i un barrilet de fusta completen els objectes d'aquesta obra. | Signat. El punt de vista baix dona a aquesta pintura un realç extraordinari als fruits: peres en primer terme recolzades sobre un gran meló, lligat amb cordill per ser penjat al rebost per a la seva conservació, uns plats de ceràmica i un barrilet de fusta completen els objectes d'aquesta obra. |                                                                                  |                                                                                  |
| | Natura morta amb prunes, figues i pa | Natura morta amb prunes, figues i pa | | Natura morta amb llimones dolces, capsa de dolç i recipients                     | Natura morta amb llimones dolces, capsa de dolç i recipients                     |
| Tercer quart del segle XVIII | oli sobre tela 35 x 48 cm | tercer quart del segle XVIII | oli sobre tela 35 x 48 cm |                                                                                  |                                                                                  |
| Museu del Prado. Registre P924 | Museu del Prado. Registre P924 | Museu del Prado. Registre P925 | Museu del Prado. Registre P925 |                                                                                  |                                                                                  |
| Signat. Composició pictòrica en la qual destaca la gerra de ceràmica blanca amb la nansa trenada i les brillantors característiques del material; la resta de les fruites, prunes i figues negres, junt amb el pa, estan col·locades damunt la taula de fusta. Al fons es copsa una safata on sobresurt mig peix. | Signat. Composició pictòrica en la qual destaca la gerra de ceràmica blanca amb la nansa trenada i les brillantors característiques del material; la resta de les fruites, prunes i figues negres, junt amb el pa, estan col·locades damunt la taula de fusta. Al fons es copsa una safata on sobresurt mig peix. | El grup de llimones dolces destaca pel color i la quantitat que ocupa a la pintura; darrere hi ha un atuell de terrissa de tipus popular i una capsa de dolços oberta junt amb una un fruiter de metall en el qual hi ha col·locat un bol de ceràmica decorada. Apareix en aquesta obra una papallona volant, la qual cosa és un fet insòlit en les pintures d'aquest autor. | El grup de llimones dolces destaca pel color i la quantitat que ocupa a la pintura; darrere hi ha un atuell de terrissa de tipus popular i una capsa de dolços oberta junt amb una un fruiter de metall en el qual hi ha col·locat un bol de ceràmica decorada. Apareix en aquesta obra una papallona volant, la qual cosa és un fet insòlit en les pintures d'aquest autor. |                                                                                  |                                                                                  |
| | Natura morta amb servei de xocolata | Natura morta amb servei de xocolata | | Natura morta amb cogombres, tomàquets i recipients                               | Natura morta amb cogombres, tomàquets i recipients                               |
| 1770 | oli sobre tela 50 x 37 cm | 1774 | oli sobre tela 41 x 62 cm |                                                                                  |                                                                                  |
| Museu del Prado. Registre P929 | Museu del Prado. Registre P929 | Museu del Prado. Registre P930 | Museu del Prado. Registre P930 |                                                                                  |                                                                                  |
| Signat i datat. L'autor mostra, amb el seu estil habitual i damunt una taula senzilla, una xocolatera de coure al centre i al fons de la composició, davant seu, un plat que conté una tassa de porcellana, un pa, uns bescuits i unes peces de xocolata sobre un tovalló blanc que, junt amb la tassa també d'aquest color, destaca sobre la resta del colorit de tons ocres. Com sempre a les seves pintures crida l'atenció la qualitat de les textures aconseguides.                                                               | Signat i datat. L'autor mostra, amb el seu estil habitual i damunt una taula senzilla, una xocolatera de coure al centre i al fons de la composició, davant seu, un plat que conté una tassa de porcellana, un pa, uns bescuits i unes peces de xocolata sobre un tovalló blanc que, junt amb la tassa també d'aquest color, destaca sobre la resta del colorit de tons ocres. Com sempre a les seves pintures crida l'atenció la qualitat de les textures aconseguides.                                                               | Signat. En aquesta natura morta Meléndez presenta una sèrie de verdures pròpies per formar una amanida, com són els cogombres i els tomàquets amb un gran contrast de colorit. Darrere aquestes verdures es troben una palangana de fang mig tapada amb un plat, segurament de la mateixa classe dels que es troben apilats al fons i que sobresurten per un costat. Hi ha elements com un setrill, una vinagrera i un saler, relacionats tots ells amb l'elaboració d'una amanida.                  | Signat. En aquesta natura morta Meléndez presenta una sèrie de verdures pròpies per formar una amanida, com són els cogombres i els tomàquets amb un gran contrast de colorit. Darrere aquestes verdures es troben una palangana de fang mig tapada amb un plat, segurament de la mateixa classe dels que es troben apilats al fons i que sobresurten per un costat. Hi ha elements com un setrill, una vinagrera i un saler, relacionats tots ells amb l'elaboració d'una amanida.                  |                                                                                  |                                                                                  |
| | Natura morta amb carbassa, figues, bot de vi i cistell | Natura morta amb carbassa, figues, bot de vi i cistell | | Natura morta amb fruites del bosc                                                | Natura morta amb fruites del bosc                                                |
| Tercer quart del segle XVIII | oli sobre tela 63 x 84 cm | Tercer quart del segle XVIII | oli sobre tela 37 x 49 cm |                                                                                  |                                                                                  |
| Museu del Prado. Registre P940 | Museu del Prado. Registre P940 | Museu del Prado. Registre P7931 | Museu del Prado. Registre P7931 |                                                                                  |                                                                                  |
| Una composició clarament en diagonal i ubicada a un exterior. Sobre el terra apareixen figues negres amb la decoració de fulles de figuera junt amb una carbassa oberta que mostra amb gran realisme tota la seva estructura interior recolzada contra el bot de vi de cuir. Darrere aquests elements hi ha una cistella en la qual es mostra unes estovalles blanques i una altra carbassa. El fons està realitzat amb un cel blau cobert de núvols.                                                                                  | Una composició clarament en diagonal i ubicada a un exterior. Sobre el terra apareixen figues negres amb la decoració de fulles de figuera junt amb una carbassa oberta que mostra amb gran realisme tota la seva estructura interior recolzada contra el bot de vi de cuir. Darrere aquests elements hi ha una cistella en la qual es mostra unes estovalles blanques i una altra carbassa. El fons està realitzat amb un cel blau cobert de núvols.                                                                                  | Signat «L.M.D». Aquesta natura morta és una incorporació de l'any 2006 al Museu del Prado mitjançant la col·lecció Naseiro. El tractament i composició d'aquesta pintura té la singularitat de mostrar-se com si estigués realitzada a l'aire lliure, i les fruites són col·locades sobre unes pedres, a excepció de les móres, que es troben sobre un plat de ceràmica. Una altra particularitat és la presència d'avellanes verdes, que no han estat repetides a cap més natura morta de Meléndez. | Signat «L.M.D». Aquesta natura morta és una incorporació de l'any 2006 al Museu del Prado mitjançant la col·lecció Naseiro. El tractament i composició d'aquesta pintura té la singularitat de mostrar-se com si estigués realitzada a l'aire lliure, i les fruites són col·locades sobre unes pedres, a excepció de les móres, que es troben sobre un plat de ceràmica. Una altra particularitat és la presència d'avellanes verdes, que no han estat repetides a cap més natura morta de Meléndez. |                                                                                  |                                                                                  |
| | Natura morta amb colomins, cistell de menjar i bols | Natura morta amb colomins, cistell de menjar i bols | | Natura morta amb pernil, ous i recipients                                        | Natura morta amb pernil, ous i recipients                                        |
| Tercer quart del segle XVIII | oli sobre tela 50 x 36 cm | Tercer quart del segle XVIII | oli sobre tela 49 x 37 cm |                                                                                  |                                                                                  |
| Museu del Prado. Registre P933 | Museu del Prado. Registre P933 | Museu del Prado. Registre P934 | Museu del Prado. Registre P934 |                                                                                  |                                                                                  |
| Signat. Una de les dues natures mortes amb el tema de caça que posseeix el Museu del Prado de Meléndez, autor no pròdig en aquest subgènere. S'hi mostren dos colomins i els elements que són necessaris per a la seva condimentació: llimones, cebes, herbes i pernil junt amb uns de terrissa i una cistella de vímet; amb tots ells aconsegueix una perfecta composició. | Signat. Una de les dues natures mortes amb el tema de caça que posseeix el Museu del Prado de Meléndez, autor no pròdig en aquest subgènere. S'hi mostren dos colomins i els elements que són necessaris per a la seva condimentació: llimones, cebes, herbes i pernil junt amb uns de terrissa i una cistella de vímet; amb tots ells aconsegueix una perfecta composició. | Aquesta composició de gran sobrietat el pintor la va realitzar sense emprar cap fruita. Presenta en perfecta harmonia un tros de pernil amb dos ous en primer pla i, al seu costat, la paella per fregir-los. Dos recipients de ceràmica vidrada completen l'obra. | Aquesta composició de gran sobrietat el pintor la va realitzar sense emprar cap fruita. Presenta en perfecta harmonia un tros de pernil amb dos ous en primer pla i, al seu costat, la paella per fregir-los. Dos recipients de ceràmica vidrada completen l'obra. |                                                                                  |                                                                                  |

### Obres del Museu Nacional d'Art de Catalunya
| Imatge | Dades | Dades | Imatge | Dades                                              | Dades                                              |
| --- | --- | --- | --- | -------------------------------------------------- | -------------------------------------------------- |
| | Natura morta amb peres i raïm | Natura morta amb peres i raïm | | Natura morta amb pa, pomes, raïm i una ampolla     | Natura morta amb pa, pomes, raïm i una ampolla     |
| c. 1771 | oli sobre tela 41 x 36 cm | c. 1771 | oli sobre tela 41 x 36,5 cm |                                                    |                                                    |
| Museu Nacional d'Art de Catalunya. Registre 113238 | Museu Nacional d'Art de Catalunya. Registre 113238 | Museu Nacional d'Art de Catalunya. Registre 113239 | Museu Nacional d'Art de Catalunya. Registre 113239 |                                                    |                                                    |
| Signat: «Ls. Mz.». En aquesta pintura Meléndez demostra el mestratge que posseeix pel que fa a la composició dels elements representats, tant al cromatisme emprat que els unifica com en l'ús del clarobscur per aconseguir els volums apropiats. Repeteix en aquesta obra, a més a més de les peres i raïms negres, els objectes emprats anteriorment del plat de vora ondulada i al fons de la pintura el barrilet. | Signat: «Ls. Mz.». En aquesta pintura Meléndez demostra el mestratge que posseeix pel que fa a la composició dels elements representats, tant al cromatisme emprat que els unifica com en l'ús del clarobscur per aconseguir els volums apropiats. Repeteix en aquesta obra, a més a més de les peres i raïms negres, els objectes emprats anteriorment del plat de vora ondulada i al fons de la pintura el barrilet. | Una diagonal creua el quadre des del coll de l'ampolla de vi, on magistralment va posar el pintor una rosca de pa que s'inclina fins tocar un altre pa, el qual enllaça amb les pomes del mateix to a la cantonada de la part dreta inferior. Aquesta línia es trenca intencionadament amb una altra també en diagonal oposada, realitzada amb fulles de vinya, des de la primera col·locada a la part inferior esquerra fins a la part dreta superior. Fruites i estris són també els habituals de la trajectòria de Meléndez. | Una diagonal creua el quadre des del coll de l'ampolla de vi, on magistralment va posar el pintor una rosca de pa que s'inclina fins tocar un altre pa, el qual enllaça amb les pomes del mateix to a la cantonada de la part dreta inferior. Aquesta línia es trenca intencionadament amb una altra també en diagonal oposada, realitzada amb fulles de vinya, des de la primera col·locada a la part inferior esquerra fins a la part dreta superior. Fruites i estris són també els habituals de la trajectòria de Meléndez. |                                                    |                                                    |
| | Natura morta amb pomes, raïm, melons, pa, gerra i ampolla | Natura morta amb pomes, raïm, melons, pa, gerra i ampolla | | Natura morta amb pomes, raïm i un pot de confitura | Natura morta amb pomes, raïm i un pot de confitura |
| c. 1771 | oli sobre tela 52,5 x 75 cm | Segona meitat del segle XVIII | oli sobre tela 23 x 51 cm |                                                    |                                                    |
| Museu Nacional d'Art de Catalunya. Registre 024246 | Museu Nacional d'Art de Catalunya. Registre 024246 | Museu Nacional d'Art de Catalunya. Registre 015945 | Museu Nacional d'Art de Catalunya. Registre 015945 |                                                    |                                                    |
| Signat: «Luis Meléndez de Ribera Dura [zo]». És una tela de les que mostra més elements emprats a la seva estructura; tanmateix, la seva composició està calculada i posada en un perfecte ordre. La il·luminació que prové de la part esquerra aconsegueix l'efecte d'òptic de recórrer el quadre des de la primera poma fins al punt de llum de l'ampolla de vidre on es reflecteix una finestra. Tot en aquesta obra té un detallisme exquisit; els raïms negres i blancs translúcids amuntegats després de les pomes i els col·locats solts, amb tota intenció, sobre el primer terme, demostren una certa influència de la pintura napolitana. | Signat: «Luis Meléndez de Ribera Dura [zo]». És una tela de les que mostra més elements emprats a la seva estructura; tanmateix, la seva composició està calculada i posada en un perfecte ordre. La il·luminació que prové de la part esquerra aconsegueix l'efecte d'òptic de recórrer el quadre des de la primera poma fins al punt de llum de l'ampolla de vidre on es reflecteix una finestra. Tot en aquesta obra té un detallisme exquisit; els raïms negres i blancs translúcids amuntegats després de les pomes i els col·locats solts, amb tota intenció, sobre el primer terme, demostren una certa influència de la pintura napolitana. | Signat: «Ls. Mz.». Malgrat les petites dimensions d'aquesta obra, la tela i el bastidor són originals, la qual cosa descarta que pogués ser un fragment d'una altra pintura més gran. És un bon estudi de composició de les pomes agrupades damunt la taula horitzontal; un grup apilat es troba a la part dreta mentre que a l'esquerra, just a la vora de la taula, estan col·locades un parell recordant un antic motiu de la natura morta holandesa per aconseguir la profunditat de la visió òptica.                       | Signat: «Ls. Mz.». Malgrat les petites dimensions d'aquesta obra, la tela i el bastidor són originals, la qual cosa descarta que pogués ser un fragment d'una altra pintura més gran. És un bon estudi de composició de les pomes agrupades damunt la taula horitzontal; un grup apilat es troba a la part dreta mentre que a l'esquerra, just a la vora de la taula, estan col·locades un parell recordant un antic motiu de la natura morta holandesa per aconseguir la profunditat de la visió òptica.                       |                                                    |                                                    |

### Obres en altres museus
| Imatge | Dades | Dades | Imatge | Dades                                              | Dades                                              |
| --- | --- | --- | --- | -------------------------------------------------- | -------------------------------------------------- |
| | Natura morta amb fruites i gerra | Natura morta amb fruites i gerra | | Natura morta amb pa, peres, formatge i recipients  | Natura morta amb pa, peres, formatge i recipients  |
| c. 1773 | oli sobre tela 49 x 36,8 cm | Tercer quart del segle XVIII | oli sobre tela 49 x 37 cm |                                                    |                                                    |
| Museu de Belles Arts de Bilbao. Registre 69/173 | Museu de Belles Arts de Bilbao. Registre 69/173 | Museu de Belles Arts d'Astúries, en dipòsit Registre P928 del Museu del Prado | Museu de Belles Arts d'Astúries, en dipòsit Registre P928 del Museu del Prado |                                                    |                                                    |
| Signat: «L. M.z D.zo» a l'angle inferior dret. S'apreciem en aquesta pintura tres préssecs posats al caire de la taula i un gran plat de ceràmica ple de cireres del qual surten, per fer la composició, unes branques de cirerer amb les fruites penjant. Al fons de la tela hi ha una magnífica gerra de ceràmica decorada en blau realitzada amb un verisme impecable. | Signat: «L. M.z D.zo» a l'angle inferior dret. S'apreciem en aquesta pintura tres préssecs posats al caire de la taula i un gran plat de ceràmica ple de cireres del qual surten, per fer la composició, unes branques de cirerer amb les fruites penjant. Al fons de la tela hi ha una magnífica gerra de ceràmica decorada en blau realitzada amb un verisme impecable. | Signat. Aquesta pintura, encara que pertany al Museu del Prado, es troba en dipòsit al Museu de Belles Arts d'Astúries, a Oviedo. Un formatge posat en equilibri a la vora de la taula és el que presenta l'autor en primer pla; al seu darrere, set magnífiques peres recorren la pintura de l'un costat a l'altre, i s'observen al pla posterior l'habitual pa rodó al costat d'una gerra de terrissa amb un bol de ceràmica fent de tapadora, així com el també característic barrilet de fusta. | Signat. Aquesta pintura, encara que pertany al Museu del Prado, es troba en dipòsit al Museu de Belles Arts d'Astúries, a Oviedo. Un formatge posat en equilibri a la vora de la taula és el que presenta l'autor en primer pla; al seu darrere, set magnífiques peres recorren la pintura de l'un costat a l'altre, i s'observen al pla posterior l'habitual pa rodó al costat d'una gerra de terrissa amb un bol de ceràmica fent de tapadora, així com el també característic barrilet de fusta. |                                                    |                                                    |
| | Natura morta de fruites i estris | Natura morta de fruites i estris | | Natura morta                                       | Natura morta                                       |
| c. 1760-1765 | oli sobre tela 49 x 44 cm | c. 1765 | oli sobre tela 50 x 37 cm |                                                    |                                                    |
| Museu Cerralbo. Registre 905 | Museu Cerralbo. Registre 905 | Museu Nacional Col·legi de San Gregori de Valladolid. Registre CE 0784 | Museu Nacional Col·legi de San Gregori de Valladolid. Registre CE 0784 |                                                    |                                                    |
| Aquesta natura morta presenta les fruites i els objectes amb la minuciositat de les seves formes i textures pròpies de totes les obres de l'autor. Té un punt de vista baix, característic de Meléndez, que fa veure les fruites amb més monumentalitat que la que de fet posseeixen. En aquesta pintura hi ha pintades en primer terme unes cireres soltes que semblen a punt de rodar i caure al terra. Al costat seu es troba una llimona i un conjunt de peres petites de color brillant,; finalment, a la part posterior hi ha el perol de coure, un fruiter de metall amb un pa i, confonent-se amb el fons, una gerra de terrissa. | Aquesta natura morta presenta les fruites i els objectes amb la minuciositat de les seves formes i textures pròpies de totes les obres de l'autor. Té un punt de vista baix, característic de Meléndez, que fa veure les fruites amb més monumentalitat que la que de fet posseeixen. En aquesta pintura hi ha pintades en primer terme unes cireres soltes que semblen a punt de rodar i caure al terra. Al costat seu es troba una llimona i un conjunt de peres petites de color brillant,; finalment, a la part posterior hi ha el perol de coure, un fruiter de metall amb un pa i, confonent-se amb el fons, una gerra de terrissa. | Signat: «L. M z.». La composició d'aquesta pintura s'estableix a partir d'elements amb formes arrodonides. És una de les natures mortes que va realitzar Meléndez, en la qual la totalitat de la tela es troba gairebé completament coberta amb un cromatisme que no surt dels ocres o terres; fins i tot el drap blanc té impregnats els colors que reflecteixen la resta dels objectes. La tipologia del meló aquí representat va ser una de les qui més va utilitzar a les seves obres el pintor. Sense que es tingui una història documental d'aquesta obra, es creu va pertànyer a la sèrie que es manté quasi en la seva totalitat al Museu del Prado. | Signat: «L. M z.». La composició d'aquesta pintura s'estableix a partir d'elements amb formes arrodonides. És una de les natures mortes que va realitzar Meléndez, en la qual la totalitat de la tela es troba gairebé completament coberta amb un cromatisme que no surt dels ocres o terres; fins i tot el drap blanc té impregnats els colors que reflecteixen la resta dels objectes. La tipologia del meló aquí representat va ser una de les qui més va utilitzar a les seves obres el pintor. Sense que es tingui una història documental d'aquesta obra, es creu va pertànyer a la sèrie que es manté quasi en la seva totalitat al Museu del Prado. |                                                    |                                                    |
| | Autoretrat | Autoretrat | | Natura morta amb figues                            | Natura morta amb figues                            |
| 1746 | oli sobre tela 100 x 82 cm | c. 1760 | oli sobre tela 37 x 49 cm |                                                    |                                                    |
| Museu del Louvre. Registre 2537 | Museu del Louvre. Registre 2537 | Museu del Louvre. Registre 3849 | Museu del Louvre. Registre 3849 |                                                    |                                                    |
| Signat i datat: «LUIS MELENDEZ FAC (AT) ANNO DE 1746». Autoretrat efectuat segons la inscripció de la pintura quan l'autor tenia trenta anys. S'hi representa vestit elegantment de l'època, amb un gipó de ras de color verd fosc sobre una camisa blanca; una cinta blava li recull el cabell. La seva mirada es dirigeix directament a l'observador de la pintura, a qui mostra un dibuix acadèmic de nu masculí que sosté en la seva mà esquerra. | Signat i datat: «LUIS MELENDEZ FAC (AT) ANNO DE 1746». Autoretrat efectuat segons la inscripció de la pintura quan l'autor tenia trenta anys. S'hi representa vestit elegantment de l'època, amb un gipó de ras de color verd fosc sobre una camisa blanca; una cinta blava li recull el cabell. La seva mirada es dirigeix directament a l'observador de la pintura, a qui mostra un dibuix acadèmic de nu masculí que sosté en la seva mà esquerra. | Es troba exposat junt amb l'altra obra d'Autoretrat del mateix autor que posseeix el Museu del Louvre a Murillo (sala nº 26). La representació sòbria d'aquest quadre consta d'un primer terme amb un pa rodó sobresortint del límit de la taula a la part dreta de la pintura; al costat d'aquest pa es troba un plat de ceràmica que conté un grup de figues blanques i, en segon terme, una cistella amb nansa plena d'objectes, entre els quals es poden veure un drap de lli, els cantells de dos plats de ceràmica, un tros d'una capsa de fusta i el coll d'una ampolla. La pintura està perfectament il·luminada, com acostumava a ésser habitual a Meléndez, d'esquerra a dreta. | Es troba exposat junt amb l'altra obra d'Autoretrat del mateix autor que posseeix el Museu del Louvre a Murillo (sala nº 26). La representació sòbria d'aquest quadre consta d'un primer terme amb un pa rodó sobresortint del límit de la taula a la part dreta de la pintura; al costat d'aquest pa es troba un plat de ceràmica que conté un grup de figues blanques i, en segon terme, una cistella amb nansa plena d'objectes, entre els quals es poden veure un drap de lli, els cantells de dos plats de ceràmica, un tros d'una capsa de fusta i el coll d'una ampolla. La pintura està perfectament il·luminada, com acostumava a ésser habitual a Meléndez, d'esquerra a dreta. |                                                    |                                                    |
| | Natura morta amb meló i peres | Natura morta amb meló i peres | | Natura morta amb pa, pernil, formatge i verdures   | Natura morta amb pa, pernil, formatge i verdures   |
| 1770 | oli sobre tela 63,8 x 85,1 cm | c. 1772 | oli sobre tela 61,9 x 85,1 cm |                                                    |                                                    |
| Museu de Belles Arts de Boston. Registre 39.41 | Museu de Belles Arts de Boston. Registre 39.41 | Museu de Belles Arts de Boston. Registre 39.40 | Museu de Belles Arts de Boston. Registre 39.40 |                                                    |                                                    |
| Signat: «EG L M D. S. P.» al caire dret de la taula. Aquesta pintura es creu que pot pertànyer a la sèrie realitzada per al príncep d'Astúries. Meléndez pintava els objectes i les fruites amb un realisme sobri, aconseguia totes les textures com el de la pell del meló o la brillantor de les peres. Es troba en aquest quadre el refrescador d'ampolles de suro que també havia emprat en altres pintures. Tots els objectes van ser col·locats per donar la sensació de gran equilibri. | Signat: «EG L M D. S. P.» al caire dret de la taula. Aquesta pintura es creu que pot pertànyer a la sèrie realitzada per al príncep d'Astúries. Meléndez pintava els objectes i les fruites amb un realisme sobri, aconseguia totes les textures com el de la pell del meló o la brillantor de les peres. Es troba en aquest quadre el refrescador d'ampolles de suro que també havia emprat en altres pintures. Tots els objectes van ser col·locats per donar la sensació de gran equilibri. | Aquesta peça pictòrica, com la Natura morta amb meló i peres, també propietat del mateix museu, van ser realitzades per a la sèrie d'aliments que es produïen a Espanya per encàrrec del futur rei Carles IV d'Espanya. Aquesta composició mostra quasi tots els elements representats amb línies corbes, tant els aliments com els objectes amb el realisme sobri que imposava sempre Meléndez. | Aquesta peça pictòrica, com la Natura morta amb meló i peres, també propietat del mateix museu, van ser realitzades per a la sèrie d'aliments que es produïen a Espanya per encàrrec del futur rei Carles IV d'Espanya. Aquesta composició mostra quasi tots els elements representats amb línies corbes, tant els aliments com els objectes amb el realisme sobri que imposava sempre Meléndez. |                                                    |                                                    |
| | Natura morta amb llimones i taronges | Natura morta amb llimones i taronges | | Natura morta amb taronges i nous                   | Natura morta amb taronges i nous                   |
| c. 1760 | oli sobre tela 48 x 35,5 cm | 1772 | oli sobre tela 61 x 81,3 cm |                                                    |                                                    |
| National Gallery de Londres. Registre NG6602 | National Gallery de Londres. Registre NG6602 | National Gallery de Londres. Registre NG6505 | National Gallery de Londres. Registre NG6505 |                                                    |                                                    |
| Els objectes aquí van ser col·locats per aconseguir una composició de més petita a major mida: així, es comença per la col·locació de les llimones i les taronges apilades en un primer pla contra una gerra de terrissa i un meló que sobrepassa l'alçada de la mencionada gerra. Una cistella encara més alta es troba al fons de la pintura i, per complementar aquest últim espai, l'autor va col·locar una ampolla de vidre juntament amb unes capses de fusta. Com era habitual a les seves obres, la va realitzar amb el punt de vista baix, amb el que va aconseguir un més gran realisme; fins i tot sembla que una de les llimones estigui a punt de caure de la taula. Aquesta obra junt amb la Natura morta amb taronges i nous del mateix Meléndez s'exposen plegades a la sala 39 de la National Gallery. | Els objectes aquí van ser col·locats per aconseguir una composició de més petita a major mida: així, es comença per la col·locació de les llimones i les taronges apilades en un primer pla contra una gerra de terrissa i un meló que sobrepassa l'alçada de la mencionada gerra. Una cistella encara més alta es troba al fons de la pintura i, per complementar aquest últim espai, l'autor va col·locar una ampolla de vidre juntament amb unes capses de fusta. Com era habitual a les seves obres, la va realitzar amb el punt de vista baix, amb el que va aconseguir un més gran realisme; fins i tot sembla que una de les llimones estigui a punt de caure de la taula. Aquesta obra junt amb la Natura morta amb taronges i nous del mateix Meléndez s'exposen plegades a la sala 39 de la National Gallery. | Signat i datat. Mostra una composició, organitzada com l'altra pintura que posseeix el mateix museu de Londres, de menor a major mida des de la vora de la taula, en la qual presenta un gran nombre d'elements: nou taronges ressalten pel seu colorit sobre la resta tractada amb colors terres i, per contrastar aquest cromatisme, col·loca una nova taronja a la part dreta de la pintura. A més a més, la pintura exposa un plat de ceràmica amb nous, dues gerres d'argila, un meló, un barril petit i capses rodones i rectangulars. En una d'aquestes últimes es troba la signatura i data de la pintura. Amb motiu de l'exposició Luis Meléndez, veritat i abstracció, celebrada al Museu del Prado el 2004, es va realitzar un examen radiogràfic d'aquesta obra, gràcies al qual es va descobrir que en aquesta mateixa tela havia realitzat un retrat del rei Carles III d'Espanya. | Signat i datat. Mostra una composició, organitzada com l'altra pintura que posseeix el mateix museu de Londres, de menor a major mida des de la vora de la taula, en la qual presenta un gran nombre d'elements: nou taronges ressalten pel seu colorit sobre la resta tractada amb colors terres i, per contrastar aquest cromatisme, col·loca una nova taronja a la part dreta de la pintura. A més a més, la pintura exposa un plat de ceràmica amb nous, dues gerres d'argila, un meló, un barril petit i capses rodones i rectangulars. En una d'aquestes últimes es troba la signatura i data de la pintura. Amb motiu de l'exposició Luis Meléndez, veritat i abstracció, celebrada al Museu del Prado el 2004, es va realitzar un examen radiogràfic d'aquesta obra, gràcies al qual es va descobrir que en aquesta mateixa tela havia realitzat un retrat del rei Carles III d'Espanya. |                                                    |                                                    |
| | Natura morta amb figues i pa | Natura morta amb figues i pa | | Natura morta amb toronja, gerra i capsas de dolços | Natura morta amb toronja, gerra i capsas de dolços |
| c. 1770 | oli sobre tela 65,6 x 49,2 cm | c. 1760-65 | oli sobre tela 48,3 x 35,2 cm |                                                    |                                                    |
| National Gallery of Art Washington. Registre 111617 | National Gallery of Art Washington. Registre 111617 | Museu d'Art Kimbell. Registre AP 1985.13 | Museu d'Art Kimbell. Registre AP 1985.13 |                                                    |                                                    |
| Pintura adquirida pel museu l'any 2000, quan es van realitzar radiografies i es va poder observar que l'obra havia estat retocada en el pa i el refrescador de begudes, i també existien unes baies de color vermell que van ser substituïdes per les figues i per un ganivet. Apareixen en aquesta natura morta objectes propis d'altres obres del pintor, com el plat amb la vora ondulada que conté la fruita, el refrescador de suro i el petit barril. També les figues i el pa són comuns en moltes altres pintures realitzades a la dècada de 1770. | Pintura adquirida pel museu l'any 2000, quan es van realitzar radiografies i es va poder observar que l'obra havia estat retocada en el pa i el refrescador de begudes, i també existien unes baies de color vermell que van ser substituïdes per les figues i per un ganivet. Apareixen en aquesta natura morta objectes propis d'altres obres del pintor, com el plat amb la vora ondulada que conté la fruita, el refrescador de suro i el petit barril. També les figues i el pa són comuns en moltes altres pintures realitzades a la dècada de 1770. | Signat: «M». Com era habitual en Meléndez, en aquesta pintura presenta una reproducció completament realista de les formes de les fruites i de les capses de dolços, que ressalten nítidament gràcies al llum intens que prové de la part dreta de la pintura. El pot de ceràmica de Manises provoca una ombra dura sobre les capses que es troben a la seva part posterior. Precisament, en una de les capses que rep la llum directa es pot veure la inscripció del monograma «M.» provinent del cognom de l'autor. | Signat: «M». Com era habitual en Meléndez, en aquesta pintura presenta una reproducció completament realista de les formes de les fruites i de les capses de dolços, que ressalten nítidament gràcies al llum intens que prové de la part dreta de la pintura. El pot de ceràmica de Manises provoca una ombra dura sobre les capses que es troben a la seva part posterior. Precisament, en una de les capses que rep la llum directa es pot veure la inscripció del monograma «M.» provinent del cognom de l'autor. |                                                    |                                                    |